# شهرستان چاکتاو (اکلاهما)
شهرستان چاکتاو، اکلاهما (به انگلیسی: Choctaw County, Oklahoma) شهرستانی در ایالات متحده آمریکا است که در اکلاهما واقع شده‌است.

## خصوصیات
شهرستان چاکتاو ۲٬۰۷۴ کیلومترمربع مساحت دارد.